# Molas Lamielle & Tessier
Molas Lamielle & Tessier est un constructeur automobile français.

## Production
L’entreprise basée à Paris a commencé à produire des automobiles en 1899. L’usine était située dans la rue du Chemin-Vert numéro 45 qui, par décret, maintenant
La Rue de Penthièvre s’appelle. Le premier véhicule était un omnibus pour 10 passagers. Un grand réservoir d’air comprimé servait de stockage. Avec l’accumulateur de pression, une distance d’environ 30 km pouvait être parcourue. En 2009, le Tata OneCAT a été introduit en tant que véhicule avec un bagage technique similaire à celui du Molas Lamielle & Tessier. Cette voiture a été créée en collaboration avec le Français et motoriste de Formule 1 Guy Nègre. Pour la course Paris-Rouen de 1894, six voitures françaises à air comprimé sont engagées, mais aucune n’apparaît au départ. Il s’agissait notamment des entreprises : Berthaud de Lyon, A. Duchemin de Paris, Plantard de Paris, Victor Popp de Paris, Roze-Andrillon de Marseille et Société Parisienne Paris.
Des constructeurs automobiles de renom comme Peugeot travaillent également sur cette technologie et ont présenté un véhicule de la catégorie « Véhicule à air comprimé». Cependant, Peugeot „Hybrid Air“ de 2013 est resté un prototype jusqu’à présent.